# Мат Анастасии
|   | a | b | c | d | e | f | g | h |   |
| - | --- | --- | --- | --- | --- | --- | --- | --- | - |
| 8 | f8 чёрная ладья · g8 чёрный король · f7 чёрная пешка · g7 чёрная пешка · h7 чёрная пешка · a5 белая ладья · d5 белый конь · h5 белая ладья · g1 белый король | f8 чёрная ладья · g8 чёрный король · f7 чёрная пешка · g7 чёрная пешка · h7 чёрная пешка · a5 белая ладья · d5 белый конь · h5 белая ладья · g1 белый король | f8 чёрная ладья · g8 чёрный король · f7 чёрная пешка · g7 чёрная пешка · h7 чёрная пешка · a5 белая ладья · d5 белый конь · h5 белая ладья · g1 белый король | f8 чёрная ладья · g8 чёрный король · f7 чёрная пешка · g7 чёрная пешка · h7 чёрная пешка · a5 белая ладья · d5 белый конь · h5 белая ладья · g1 белый король | f8 чёрная ладья · g8 чёрный король · f7 чёрная пешка · g7 чёрная пешка · h7 чёрная пешка · a5 белая ладья · d5 белый конь · h5 белая ладья · g1 белый король | f8 чёрная ладья · g8 чёрный король · f7 чёрная пешка · g7 чёрная пешка · h7 чёрная пешка · a5 белая ладья · d5 белый конь · h5 белая ладья · g1 белый король | f8 чёрная ладья · g8 чёрный король · f7 чёрная пешка · g7 чёрная пешка · h7 чёрная пешка · a5 белая ладья · d5 белый конь · h5 белая ладья · g1 белый король | f8 чёрная ладья · g8 чёрный король · f7 чёрная пешка · g7 чёрная пешка · h7 чёрная пешка · a5 белая ладья · d5 белый конь · h5 белая ладья · g1 белый король | 8 |
| 7 | f8 чёрная ладья · g8 чёрный король · f7 чёрная пешка · g7 чёрная пешка · h7 чёрная пешка · a5 белая ладья · d5 белый конь · h5 белая ладья · g1 белый король | f8 чёрная ладья · g8 чёрный король · f7 чёрная пешка · g7 чёрная пешка · h7 чёрная пешка · a5 белая ладья · d5 белый конь · h5 белая ладья · g1 белый король | f8 чёрная ладья · g8 чёрный король · f7 чёрная пешка · g7 чёрная пешка · h7 чёрная пешка · a5 белая ладья · d5 белый конь · h5 белая ладья · g1 белый король | f8 чёрная ладья · g8 чёрный король · f7 чёрная пешка · g7 чёрная пешка · h7 чёрная пешка · a5 белая ладья · d5 белый конь · h5 белая ладья · g1 белый король | f8 чёрная ладья · g8 чёрный король · f7 чёрная пешка · g7 чёрная пешка · h7 чёрная пешка · a5 белая ладья · d5 белый конь · h5 белая ладья · g1 белый король | f8 чёрная ладья · g8 чёрный король · f7 чёрная пешка · g7 чёрная пешка · h7 чёрная пешка · a5 белая ладья · d5 белый конь · h5 белая ладья · g1 белый король | f8 чёрная ладья · g8 чёрный король · f7 чёрная пешка · g7 чёрная пешка · h7 чёрная пешка · a5 белая ладья · d5 белый конь · h5 белая ладья · g1 белый король | f8 чёрная ладья · g8 чёрный король · f7 чёрная пешка · g7 чёрная пешка · h7 чёрная пешка · a5 белая ладья · d5 белый конь · h5 белая ладья · g1 белый король | 7 |
| 6 | f8 чёрная ладья · g8 чёрный король · f7 чёрная пешка · g7 чёрная пешка · h7 чёрная пешка · a5 белая ладья · d5 белый конь · h5 белая ладья · g1 белый король | f8 чёрная ладья · g8 чёрный король · f7 чёрная пешка · g7 чёрная пешка · h7 чёрная пешка · a5 белая ладья · d5 белый конь · h5 белая ладья · g1 белый король | f8 чёрная ладья · g8 чёрный король · f7 чёрная пешка · g7 чёрная пешка · h7 чёрная пешка · a5 белая ладья · d5 белый конь · h5 белая ладья · g1 белый король | f8 чёрная ладья · g8 чёрный король · f7 чёрная пешка · g7 чёрная пешка · h7 чёрная пешка · a5 белая ладья · d5 белый конь · h5 белая ладья · g1 белый король | f8 чёрная ладья · g8 чёрный король · f7 чёрная пешка · g7 чёрная пешка · h7 чёрная пешка · a5 белая ладья · d5 белый конь · h5 белая ладья · g1 белый король | f8 чёрная ладья · g8 чёрный король · f7 чёрная пешка · g7 чёрная пешка · h7 чёрная пешка · a5 белая ладья · d5 белый конь · h5 белая ладья · g1 белый король | f8 чёрная ладья · g8 чёрный король · f7 чёрная пешка · g7 чёрная пешка · h7 чёрная пешка · a5 белая ладья · d5 белый конь · h5 белая ладья · g1 белый король | f8 чёрная ладья · g8 чёрный король · f7 чёрная пешка · g7 чёрная пешка · h7 чёрная пешка · a5 белая ладья · d5 белый конь · h5 белая ладья · g1 белый король | 6 |
| 5 | f8 чёрная ладья · g8 чёрный король · f7 чёрная пешка · g7 чёрная пешка · h7 чёрная пешка · a5 белая ладья · d5 белый конь · h5 белая ладья · g1 белый король | f8 чёрная ладья · g8 чёрный король · f7 чёрная пешка · g7 чёрная пешка · h7 чёрная пешка · a5 белая ладья · d5 белый конь · h5 белая ладья · g1 белый король | f8 чёрная ладья · g8 чёрный король · f7 чёрная пешка · g7 чёрная пешка · h7 чёрная пешка · a5 белая ладья · d5 белый конь · h5 белая ладья · g1 белый король | f8 чёрная ладья · g8 чёрный король · f7 чёрная пешка · g7 чёрная пешка · h7 чёрная пешка · a5 белая ладья · d5 белый конь · h5 белая ладья · g1 белый король | f8 чёрная ладья · g8 чёрный король · f7 чёрная пешка · g7 чёрная пешка · h7 чёрная пешка · a5 белая ладья · d5 белый конь · h5 белая ладья · g1 белый король | f8 чёрная ладья · g8 чёрный король · f7 чёрная пешка · g7 чёрная пешка · h7 чёрная пешка · a5 белая ладья · d5 белый конь · h5 белая ладья · g1 белый король | f8 чёрная ладья · g8 чёрный король · f7 чёрная пешка · g7 чёрная пешка · h7 чёрная пешка · a5 белая ладья · d5 белый конь · h5 белая ладья · g1 белый король | f8 чёрная ладья · g8 чёрный король · f7 чёрная пешка · g7 чёрная пешка · h7 чёрная пешка · a5 белая ладья · d5 белый конь · h5 белая ладья · g1 белый король | 5 |
| 4 | f8 чёрная ладья · g8 чёрный король · f7 чёрная пешка · g7 чёрная пешка · h7 чёрная пешка · a5 белая ладья · d5 белый конь · h5 белая ладья · g1 белый король | f8 чёрная ладья · g8 чёрный король · f7 чёрная пешка · g7 чёрная пешка · h7 чёрная пешка · a5 белая ладья · d5 белый конь · h5 белая ладья · g1 белый король | f8 чёрная ладья · g8 чёрный король · f7 чёрная пешка · g7 чёрная пешка · h7 чёрная пешка · a5 белая ладья · d5 белый конь · h5 белая ладья · g1 белый король | f8 чёрная ладья · g8 чёрный король · f7 чёрная пешка · g7 чёрная пешка · h7 чёрная пешка · a5 белая ладья · d5 белый конь · h5 белая ладья · g1 белый король | f8 чёрная ладья · g8 чёрный король · f7 чёрная пешка · g7 чёрная пешка · h7 чёрная пешка · a5 белая ладья · d5 белый конь · h5 белая ладья · g1 белый король | f8 чёрная ладья · g8 чёрный король · f7 чёрная пешка · g7 чёрная пешка · h7 чёрная пешка · a5 белая ладья · d5 белый конь · h5 белая ладья · g1 белый король | f8 чёрная ладья · g8 чёрный король · f7 чёрная пешка · g7 чёрная пешка · h7 чёрная пешка · a5 белая ладья · d5 белый конь · h5 белая ладья · g1 белый король | f8 чёрная ладья · g8 чёрный король · f7 чёрная пешка · g7 чёрная пешка · h7 чёрная пешка · a5 белая ладья · d5 белый конь · h5 белая ладья · g1 белый король | 4 |
| 3 | f8 чёрная ладья · g8 чёрный король · f7 чёрная пешка · g7 чёрная пешка · h7 чёрная пешка · a5 белая ладья · d5 белый конь · h5 белая ладья · g1 белый король | f8 чёрная ладья · g8 чёрный король · f7 чёрная пешка · g7 чёрная пешка · h7 чёрная пешка · a5 белая ладья · d5 белый конь · h5 белая ладья · g1 белый король | f8 чёрная ладья · g8 чёрный король · f7 чёрная пешка · g7 чёрная пешка · h7 чёрная пешка · a5 белая ладья · d5 белый конь · h5 белая ладья · g1 белый король | f8 чёрная ладья · g8 чёрный король · f7 чёрная пешка · g7 чёрная пешка · h7 чёрная пешка · a5 белая ладья · d5 белый конь · h5 белая ладья · g1 белый король | f8 чёрная ладья · g8 чёрный король · f7 чёрная пешка · g7 чёрная пешка · h7 чёрная пешка · a5 белая ладья · d5 белый конь · h5 белая ладья · g1 белый король | f8 чёрная ладья · g8 чёрный король · f7 чёрная пешка · g7 чёрная пешка · h7 чёрная пешка · a5 белая ладья · d5 белый конь · h5 белая ладья · g1 белый король | f8 чёрная ладья · g8 чёрный король · f7 чёрная пешка · g7 чёрная пешка · h7 чёрная пешка · a5 белая ладья · d5 белый конь · h5 белая ладья · g1 белый король | f8 чёрная ладья · g8 чёрный король · f7 чёрная пешка · g7 чёрная пешка · h7 чёрная пешка · a5 белая ладья · d5 белый конь · h5 белая ладья · g1 белый король | 3 |
| 2 | f8 чёрная ладья · g8 чёрный король · f7 чёрная пешка · g7 чёрная пешка · h7 чёрная пешка · a5 белая ладья · d5 белый конь · h5 белая ладья · g1 белый король | f8 чёрная ладья · g8 чёрный король · f7 чёрная пешка · g7 чёрная пешка · h7 чёрная пешка · a5 белая ладья · d5 белый конь · h5 белая ладья · g1 белый король | f8 чёрная ладья · g8 чёрный король · f7 чёрная пешка · g7 чёрная пешка · h7 чёрная пешка · a5 белая ладья · d5 белый конь · h5 белая ладья · g1 белый король | f8 чёрная ладья · g8 чёрный король · f7 чёрная пешка · g7 чёрная пешка · h7 чёрная пешка · a5 белая ладья · d5 белый конь · h5 белая ладья · g1 белый король | f8 чёрная ладья · g8 чёрный король · f7 чёрная пешка · g7 чёрная пешка · h7 чёрная пешка · a5 белая ладья · d5 белый конь · h5 белая ладья · g1 белый король | f8 чёрная ладья · g8 чёрный король · f7 чёрная пешка · g7 чёрная пешка · h7 чёрная пешка · a5 белая ладья · d5 белый конь · h5 белая ладья · g1 белый король | f8 чёрная ладья · g8 чёрный король · f7 чёрная пешка · g7 чёрная пешка · h7 чёрная пешка · a5 белая ладья · d5 белый конь · h5 белая ладья · g1 белый король | f8 чёрная ладья · g8 чёрный король · f7 чёрная пешка · g7 чёрная пешка · h7 чёрная пешка · a5 белая ладья · d5 белый конь · h5 белая ладья · g1 белый король | 2 |
| 1 | f8 чёрная ладья · g8 чёрный король · f7 чёрная пешка · g7 чёрная пешка · h7 чёрная пешка · a5 белая ладья · d5 белый конь · h5 белая ладья · g1 белый король | f8 чёрная ладья · g8 чёрный король · f7 чёрная пешка · g7 чёрная пешка · h7 чёрная пешка · a5 белая ладья · d5 белый конь · h5 белая ладья · g1 белый король | f8 чёрная ладья · g8 чёрный король · f7 чёрная пешка · g7 чёрная пешка · h7 чёрная пешка · a5 белая ладья · d5 белый конь · h5 белая ладья · g1 белый король | f8 чёрная ладья · g8 чёрный король · f7 чёрная пешка · g7 чёрная пешка · h7 чёрная пешка · a5 белая ладья · d5 белый конь · h5 белая ладья · g1 белый король | f8 чёрная ладья · g8 чёрный король · f7 чёрная пешка · g7 чёрная пешка · h7 чёрная пешка · a5 белая ладья · d5 белый конь · h5 белая ладья · g1 белый король | f8 чёрная ладья · g8 чёрный король · f7 чёрная пешка · g7 чёрная пешка · h7 чёрная пешка · a5 белая ладья · d5 белый конь · h5 белая ладья · g1 белый король | f8 чёрная ладья · g8 чёрный король · f7 чёрная пешка · g7 чёрная пешка · h7 чёрная пешка · a5 белая ладья · d5 белый конь · h5 белая ладья · g1 белый король | f8 чёрная ладья · g8 чёрный король · f7 чёрная пешка · g7 чёрная пешка · h7 чёрная пешка · a5 белая ладья · d5 белый конь · h5 белая ладья · g1 белый король | 1 |
|   | a | b | c | d | e | f | g | h |   |

Мат Анастасии (нем. Anastasia-Matt) — шахматная комбинация из новеллы немецкого писателя Вильгельма Гейнзе «Анастасия и игра в шахматы» (1803).

## История
Немецкий писатель Вильгельм Гейнзе (1746—1803) в 1803 году опубликовал новеллу «Анастасия и игра в шахматы. Письма из Италии автора Ардингелло». Это первое в истории литературы художественное произведение, в котором по ходу сюжета приводится позиция из шахматной игры. И эта позиция связана с женским персонажем — Анастасией, которая объявляет задачный мат в три хода.
1. Ke7+ Kph8 2. Л:h7+! Kp:h7 3. Лh5#
Как и «Мат Диларам», «Мат Анастасии» вошёл в историю шахмат, и под этим названием данная матовая комбинация приводится в немецких и французских шахматных руководствах.

## Примеры из практической игры
|   | a | b | c | d | e | f | g | h |   |
| - | --- | --- | --- | --- | --- | --- | --- | --- | - |
| 8 | a8 белый ферзь · a7 чёрная пешка · c7 чёрная пешка · e7 чёрный король · g7 чёрная пешка · h7 чёрная пешка · b6 чёрный слон · h5 чёрный ферзь · d4 чёрный конь · f4 чёрная ладья · a2 белая пешка · f2 белая пешка · g2 белая пешка · h2 белая пешка · a1 белая ладья · b1 белый конь · f1 белая ладья · g1 белый король | a8 белый ферзь · a7 чёрная пешка · c7 чёрная пешка · e7 чёрный король · g7 чёрная пешка · h7 чёрная пешка · b6 чёрный слон · h5 чёрный ферзь · d4 чёрный конь · f4 чёрная ладья · a2 белая пешка · f2 белая пешка · g2 белая пешка · h2 белая пешка · a1 белая ладья · b1 белый конь · f1 белая ладья · g1 белый король | a8 белый ферзь · a7 чёрная пешка · c7 чёрная пешка · e7 чёрный король · g7 чёрная пешка · h7 чёрная пешка · b6 чёрный слон · h5 чёрный ферзь · d4 чёрный конь · f4 чёрная ладья · a2 белая пешка · f2 белая пешка · g2 белая пешка · h2 белая пешка · a1 белая ладья · b1 белый конь · f1 белая ладья · g1 белый король | a8 белый ферзь · a7 чёрная пешка · c7 чёрная пешка · e7 чёрный король · g7 чёрная пешка · h7 чёрная пешка · b6 чёрный слон · h5 чёрный ферзь · d4 чёрный конь · f4 чёрная ладья · a2 белая пешка · f2 белая пешка · g2 белая пешка · h2 белая пешка · a1 белая ладья · b1 белый конь · f1 белая ладья · g1 белый король | a8 белый ферзь · a7 чёрная пешка · c7 чёрная пешка · e7 чёрный король · g7 чёрная пешка · h7 чёрная пешка · b6 чёрный слон · h5 чёрный ферзь · d4 чёрный конь · f4 чёрная ладья · a2 белая пешка · f2 белая пешка · g2 белая пешка · h2 белая пешка · a1 белая ладья · b1 белый конь · f1 белая ладья · g1 белый король | a8 белый ферзь · a7 чёрная пешка · c7 чёрная пешка · e7 чёрный король · g7 чёрная пешка · h7 чёрная пешка · b6 чёрный слон · h5 чёрный ферзь · d4 чёрный конь · f4 чёрная ладья · a2 белая пешка · f2 белая пешка · g2 белая пешка · h2 белая пешка · a1 белая ладья · b1 белый конь · f1 белая ладья · g1 белый король | a8 белый ферзь · a7 чёрная пешка · c7 чёрная пешка · e7 чёрный король · g7 чёрная пешка · h7 чёрная пешка · b6 чёрный слон · h5 чёрный ферзь · d4 чёрный конь · f4 чёрная ладья · a2 белая пешка · f2 белая пешка · g2 белая пешка · h2 белая пешка · a1 белая ладья · b1 белый конь · f1 белая ладья · g1 белый король | a8 белый ферзь · a7 чёрная пешка · c7 чёрная пешка · e7 чёрный король · g7 чёрная пешка · h7 чёрная пешка · b6 чёрный слон · h5 чёрный ферзь · d4 чёрный конь · f4 чёрная ладья · a2 белая пешка · f2 белая пешка · g2 белая пешка · h2 белая пешка · a1 белая ладья · b1 белый конь · f1 белая ладья · g1 белый король | 8 |
| 7 | a8 белый ферзь · a7 чёрная пешка · c7 чёрная пешка · e7 чёрный король · g7 чёрная пешка · h7 чёрная пешка · b6 чёрный слон · h5 чёрный ферзь · d4 чёрный конь · f4 чёрная ладья · a2 белая пешка · f2 белая пешка · g2 белая пешка · h2 белая пешка · a1 белая ладья · b1 белый конь · f1 белая ладья · g1 белый король | a8 белый ферзь · a7 чёрная пешка · c7 чёрная пешка · e7 чёрный король · g7 чёрная пешка · h7 чёрная пешка · b6 чёрный слон · h5 чёрный ферзь · d4 чёрный конь · f4 чёрная ладья · a2 белая пешка · f2 белая пешка · g2 белая пешка · h2 белая пешка · a1 белая ладья · b1 белый конь · f1 белая ладья · g1 белый король | a8 белый ферзь · a7 чёрная пешка · c7 чёрная пешка · e7 чёрный король · g7 чёрная пешка · h7 чёрная пешка · b6 чёрный слон · h5 чёрный ферзь · d4 чёрный конь · f4 чёрная ладья · a2 белая пешка · f2 белая пешка · g2 белая пешка · h2 белая пешка · a1 белая ладья · b1 белый конь · f1 белая ладья · g1 белый король | a8 белый ферзь · a7 чёрная пешка · c7 чёрная пешка · e7 чёрный король · g7 чёрная пешка · h7 чёрная пешка · b6 чёрный слон · h5 чёрный ферзь · d4 чёрный конь · f4 чёрная ладья · a2 белая пешка · f2 белая пешка · g2 белая пешка · h2 белая пешка · a1 белая ладья · b1 белый конь · f1 белая ладья · g1 белый король | a8 белый ферзь · a7 чёрная пешка · c7 чёрная пешка · e7 чёрный король · g7 чёрная пешка · h7 чёрная пешка · b6 чёрный слон · h5 чёрный ферзь · d4 чёрный конь · f4 чёрная ладья · a2 белая пешка · f2 белая пешка · g2 белая пешка · h2 белая пешка · a1 белая ладья · b1 белый конь · f1 белая ладья · g1 белый король | a8 белый ферзь · a7 чёрная пешка · c7 чёрная пешка · e7 чёрный король · g7 чёрная пешка · h7 чёрная пешка · b6 чёрный слон · h5 чёрный ферзь · d4 чёрный конь · f4 чёрная ладья · a2 белая пешка · f2 белая пешка · g2 белая пешка · h2 белая пешка · a1 белая ладья · b1 белый конь · f1 белая ладья · g1 белый король | a8 белый ферзь · a7 чёрная пешка · c7 чёрная пешка · e7 чёрный король · g7 чёрная пешка · h7 чёрная пешка · b6 чёрный слон · h5 чёрный ферзь · d4 чёрный конь · f4 чёрная ладья · a2 белая пешка · f2 белая пешка · g2 белая пешка · h2 белая пешка · a1 белая ладья · b1 белый конь · f1 белая ладья · g1 белый король | a8 белый ферзь · a7 чёрная пешка · c7 чёрная пешка · e7 чёрный король · g7 чёрная пешка · h7 чёрная пешка · b6 чёрный слон · h5 чёрный ферзь · d4 чёрный конь · f4 чёрная ладья · a2 белая пешка · f2 белая пешка · g2 белая пешка · h2 белая пешка · a1 белая ладья · b1 белый конь · f1 белая ладья · g1 белый король | 7 |
| 6 | a8 белый ферзь · a7 чёрная пешка · c7 чёрная пешка · e7 чёрный король · g7 чёрная пешка · h7 чёрная пешка · b6 чёрный слон · h5 чёрный ферзь · d4 чёрный конь · f4 чёрная ладья · a2 белая пешка · f2 белая пешка · g2 белая пешка · h2 белая пешка · a1 белая ладья · b1 белый конь · f1 белая ладья · g1 белый король | a8 белый ферзь · a7 чёрная пешка · c7 чёрная пешка · e7 чёрный король · g7 чёрная пешка · h7 чёрная пешка · b6 чёрный слон · h5 чёрный ферзь · d4 чёрный конь · f4 чёрная ладья · a2 белая пешка · f2 белая пешка · g2 белая пешка · h2 белая пешка · a1 белая ладья · b1 белый конь · f1 белая ладья · g1 белый король | a8 белый ферзь · a7 чёрная пешка · c7 чёрная пешка · e7 чёрный король · g7 чёрная пешка · h7 чёрная пешка · b6 чёрный слон · h5 чёрный ферзь · d4 чёрный конь · f4 чёрная ладья · a2 белая пешка · f2 белая пешка · g2 белая пешка · h2 белая пешка · a1 белая ладья · b1 белый конь · f1 белая ладья · g1 белый король | a8 белый ферзь · a7 чёрная пешка · c7 чёрная пешка · e7 чёрный король · g7 чёрная пешка · h7 чёрная пешка · b6 чёрный слон · h5 чёрный ферзь · d4 чёрный конь · f4 чёрная ладья · a2 белая пешка · f2 белая пешка · g2 белая пешка · h2 белая пешка · a1 белая ладья · b1 белый конь · f1 белая ладья · g1 белый король | a8 белый ферзь · a7 чёрная пешка · c7 чёрная пешка · e7 чёрный король · g7 чёрная пешка · h7 чёрная пешка · b6 чёрный слон · h5 чёрный ферзь · d4 чёрный конь · f4 чёрная ладья · a2 белая пешка · f2 белая пешка · g2 белая пешка · h2 белая пешка · a1 белая ладья · b1 белый конь · f1 белая ладья · g1 белый король | a8 белый ферзь · a7 чёрная пешка · c7 чёрная пешка · e7 чёрный король · g7 чёрная пешка · h7 чёрная пешка · b6 чёрный слон · h5 чёрный ферзь · d4 чёрный конь · f4 чёрная ладья · a2 белая пешка · f2 белая пешка · g2 белая пешка · h2 белая пешка · a1 белая ладья · b1 белый конь · f1 белая ладья · g1 белый король | a8 белый ферзь · a7 чёрная пешка · c7 чёрная пешка · e7 чёрный король · g7 чёрная пешка · h7 чёрная пешка · b6 чёрный слон · h5 чёрный ферзь · d4 чёрный конь · f4 чёрная ладья · a2 белая пешка · f2 белая пешка · g2 белая пешка · h2 белая пешка · a1 белая ладья · b1 белый конь · f1 белая ладья · g1 белый король | a8 белый ферзь · a7 чёрная пешка · c7 чёрная пешка · e7 чёрный король · g7 чёрная пешка · h7 чёрная пешка · b6 чёрный слон · h5 чёрный ферзь · d4 чёрный конь · f4 чёрная ладья · a2 белая пешка · f2 белая пешка · g2 белая пешка · h2 белая пешка · a1 белая ладья · b1 белый конь · f1 белая ладья · g1 белый король | 6 |
| 5 | a8 белый ферзь · a7 чёрная пешка · c7 чёрная пешка · e7 чёрный король · g7 чёрная пешка · h7 чёрная пешка · b6 чёрный слон · h5 чёрный ферзь · d4 чёрный конь · f4 чёрная ладья · a2 белая пешка · f2 белая пешка · g2 белая пешка · h2 белая пешка · a1 белая ладья · b1 белый конь · f1 белая ладья · g1 белый король | a8 белый ферзь · a7 чёрная пешка · c7 чёрная пешка · e7 чёрный король · g7 чёрная пешка · h7 чёрная пешка · b6 чёрный слон · h5 чёрный ферзь · d4 чёрный конь · f4 чёрная ладья · a2 белая пешка · f2 белая пешка · g2 белая пешка · h2 белая пешка · a1 белая ладья · b1 белый конь · f1 белая ладья · g1 белый король | a8 белый ферзь · a7 чёрная пешка · c7 чёрная пешка · e7 чёрный король · g7 чёрная пешка · h7 чёрная пешка · b6 чёрный слон · h5 чёрный ферзь · d4 чёрный конь · f4 чёрная ладья · a2 белая пешка · f2 белая пешка · g2 белая пешка · h2 белая пешка · a1 белая ладья · b1 белый конь · f1 белая ладья · g1 белый король | a8 белый ферзь · a7 чёрная пешка · c7 чёрная пешка · e7 чёрный король · g7 чёрная пешка · h7 чёрная пешка · b6 чёрный слон · h5 чёрный ферзь · d4 чёрный конь · f4 чёрная ладья · a2 белая пешка · f2 белая пешка · g2 белая пешка · h2 белая пешка · a1 белая ладья · b1 белый конь · f1 белая ладья · g1 белый король | a8 белый ферзь · a7 чёрная пешка · c7 чёрная пешка · e7 чёрный король · g7 чёрная пешка · h7 чёрная пешка · b6 чёрный слон · h5 чёрный ферзь · d4 чёрный конь · f4 чёрная ладья · a2 белая пешка · f2 белая пешка · g2 белая пешка · h2 белая пешка · a1 белая ладья · b1 белый конь · f1 белая ладья · g1 белый король | a8 белый ферзь · a7 чёрная пешка · c7 чёрная пешка · e7 чёрный король · g7 чёрная пешка · h7 чёрная пешка · b6 чёрный слон · h5 чёрный ферзь · d4 чёрный конь · f4 чёрная ладья · a2 белая пешка · f2 белая пешка · g2 белая пешка · h2 белая пешка · a1 белая ладья · b1 белый конь · f1 белая ладья · g1 белый король | a8 белый ферзь · a7 чёрная пешка · c7 чёрная пешка · e7 чёрный король · g7 чёрная пешка · h7 чёрная пешка · b6 чёрный слон · h5 чёрный ферзь · d4 чёрный конь · f4 чёрная ладья · a2 белая пешка · f2 белая пешка · g2 белая пешка · h2 белая пешка · a1 белая ладья · b1 белый конь · f1 белая ладья · g1 белый король | a8 белый ферзь · a7 чёрная пешка · c7 чёрная пешка · e7 чёрный король · g7 чёрная пешка · h7 чёрная пешка · b6 чёрный слон · h5 чёрный ферзь · d4 чёрный конь · f4 чёрная ладья · a2 белая пешка · f2 белая пешка · g2 белая пешка · h2 белая пешка · a1 белая ладья · b1 белый конь · f1 белая ладья · g1 белый король | 5 |
| 4 | a8 белый ферзь · a7 чёрная пешка · c7 чёрная пешка · e7 чёрный король · g7 чёрная пешка · h7 чёрная пешка · b6 чёрный слон · h5 чёрный ферзь · d4 чёрный конь · f4 чёрная ладья · a2 белая пешка · f2 белая пешка · g2 белая пешка · h2 белая пешка · a1 белая ладья · b1 белый конь · f1 белая ладья · g1 белый король | a8 белый ферзь · a7 чёрная пешка · c7 чёрная пешка · e7 чёрный король · g7 чёрная пешка · h7 чёрная пешка · b6 чёрный слон · h5 чёрный ферзь · d4 чёрный конь · f4 чёрная ладья · a2 белая пешка · f2 белая пешка · g2 белая пешка · h2 белая пешка · a1 белая ладья · b1 белый конь · f1 белая ладья · g1 белый король | a8 белый ферзь · a7 чёрная пешка · c7 чёрная пешка · e7 чёрный король · g7 чёрная пешка · h7 чёрная пешка · b6 чёрный слон · h5 чёрный ферзь · d4 чёрный конь · f4 чёрная ладья · a2 белая пешка · f2 белая пешка · g2 белая пешка · h2 белая пешка · a1 белая ладья · b1 белый конь · f1 белая ладья · g1 белый король | a8 белый ферзь · a7 чёрная пешка · c7 чёрная пешка · e7 чёрный король · g7 чёрная пешка · h7 чёрная пешка · b6 чёрный слон · h5 чёрный ферзь · d4 чёрный конь · f4 чёрная ладья · a2 белая пешка · f2 белая пешка · g2 белая пешка · h2 белая пешка · a1 белая ладья · b1 белый конь · f1 белая ладья · g1 белый король | a8 белый ферзь · a7 чёрная пешка · c7 чёрная пешка · e7 чёрный король · g7 чёрная пешка · h7 чёрная пешка · b6 чёрный слон · h5 чёрный ферзь · d4 чёрный конь · f4 чёрная ладья · a2 белая пешка · f2 белая пешка · g2 белая пешка · h2 белая пешка · a1 белая ладья · b1 белый конь · f1 белая ладья · g1 белый король | a8 белый ферзь · a7 чёрная пешка · c7 чёрная пешка · e7 чёрный король · g7 чёрная пешка · h7 чёрная пешка · b6 чёрный слон · h5 чёрный ферзь · d4 чёрный конь · f4 чёрная ладья · a2 белая пешка · f2 белая пешка · g2 белая пешка · h2 белая пешка · a1 белая ладья · b1 белый конь · f1 белая ладья · g1 белый король | a8 белый ферзь · a7 чёрная пешка · c7 чёрная пешка · e7 чёрный король · g7 чёрная пешка · h7 чёрная пешка · b6 чёрный слон · h5 чёрный ферзь · d4 чёрный конь · f4 чёрная ладья · a2 белая пешка · f2 белая пешка · g2 белая пешка · h2 белая пешка · a1 белая ладья · b1 белый конь · f1 белая ладья · g1 белый король | a8 белый ферзь · a7 чёрная пешка · c7 чёрная пешка · e7 чёрный король · g7 чёрная пешка · h7 чёрная пешка · b6 чёрный слон · h5 чёрный ферзь · d4 чёрный конь · f4 чёрная ладья · a2 белая пешка · f2 белая пешка · g2 белая пешка · h2 белая пешка · a1 белая ладья · b1 белый конь · f1 белая ладья · g1 белый король | 4 |
| 3 | a8 белый ферзь · a7 чёрная пешка · c7 чёрная пешка · e7 чёрный король · g7 чёрная пешка · h7 чёрная пешка · b6 чёрный слон · h5 чёрный ферзь · d4 чёрный конь · f4 чёрная ладья · a2 белая пешка · f2 белая пешка · g2 белая пешка · h2 белая пешка · a1 белая ладья · b1 белый конь · f1 белая ладья · g1 белый король | a8 белый ферзь · a7 чёрная пешка · c7 чёрная пешка · e7 чёрный король · g7 чёрная пешка · h7 чёрная пешка · b6 чёрный слон · h5 чёрный ферзь · d4 чёрный конь · f4 чёрная ладья · a2 белая пешка · f2 белая пешка · g2 белая пешка · h2 белая пешка · a1 белая ладья · b1 белый конь · f1 белая ладья · g1 белый король | a8 белый ферзь · a7 чёрная пешка · c7 чёрная пешка · e7 чёрный король · g7 чёрная пешка · h7 чёрная пешка · b6 чёрный слон · h5 чёрный ферзь · d4 чёрный конь · f4 чёрная ладья · a2 белая пешка · f2 белая пешка · g2 белая пешка · h2 белая пешка · a1 белая ладья · b1 белый конь · f1 белая ладья · g1 белый король | a8 белый ферзь · a7 чёрная пешка · c7 чёрная пешка · e7 чёрный король · g7 чёрная пешка · h7 чёрная пешка · b6 чёрный слон · h5 чёрный ферзь · d4 чёрный конь · f4 чёрная ладья · a2 белая пешка · f2 белая пешка · g2 белая пешка · h2 белая пешка · a1 белая ладья · b1 белый конь · f1 белая ладья · g1 белый король | a8 белый ферзь · a7 чёрная пешка · c7 чёрная пешка · e7 чёрный король · g7 чёрная пешка · h7 чёрная пешка · b6 чёрный слон · h5 чёрный ферзь · d4 чёрный конь · f4 чёрная ладья · a2 белая пешка · f2 белая пешка · g2 белая пешка · h2 белая пешка · a1 белая ладья · b1 белый конь · f1 белая ладья · g1 белый король | a8 белый ферзь · a7 чёрная пешка · c7 чёрная пешка · e7 чёрный король · g7 чёрная пешка · h7 чёрная пешка · b6 чёрный слон · h5 чёрный ферзь · d4 чёрный конь · f4 чёрная ладья · a2 белая пешка · f2 белая пешка · g2 белая пешка · h2 белая пешка · a1 белая ладья · b1 белый конь · f1 белая ладья · g1 белый король | a8 белый ферзь · a7 чёрная пешка · c7 чёрная пешка · e7 чёрный король · g7 чёрная пешка · h7 чёрная пешка · b6 чёрный слон · h5 чёрный ферзь · d4 чёрный конь · f4 чёрная ладья · a2 белая пешка · f2 белая пешка · g2 белая пешка · h2 белая пешка · a1 белая ладья · b1 белый конь · f1 белая ладья · g1 белый король | a8 белый ферзь · a7 чёрная пешка · c7 чёрная пешка · e7 чёрный король · g7 чёрная пешка · h7 чёрная пешка · b6 чёрный слон · h5 чёрный ферзь · d4 чёрный конь · f4 чёрная ладья · a2 белая пешка · f2 белая пешка · g2 белая пешка · h2 белая пешка · a1 белая ладья · b1 белый конь · f1 белая ладья · g1 белый король | 3 |
| 2 | a8 белый ферзь · a7 чёрная пешка · c7 чёрная пешка · e7 чёрный король · g7 чёрная пешка · h7 чёрная пешка · b6 чёрный слон · h5 чёрный ферзь · d4 чёрный конь · f4 чёрная ладья · a2 белая пешка · f2 белая пешка · g2 белая пешка · h2 белая пешка · a1 белая ладья · b1 белый конь · f1 белая ладья · g1 белый король | a8 белый ферзь · a7 чёрная пешка · c7 чёрная пешка · e7 чёрный король · g7 чёрная пешка · h7 чёрная пешка · b6 чёрный слон · h5 чёрный ферзь · d4 чёрный конь · f4 чёрная ладья · a2 белая пешка · f2 белая пешка · g2 белая пешка · h2 белая пешка · a1 белая ладья · b1 белый конь · f1 белая ладья · g1 белый король | a8 белый ферзь · a7 чёрная пешка · c7 чёрная пешка · e7 чёрный король · g7 чёрная пешка · h7 чёрная пешка · b6 чёрный слон · h5 чёрный ферзь · d4 чёрный конь · f4 чёрная ладья · a2 белая пешка · f2 белая пешка · g2 белая пешка · h2 белая пешка · a1 белая ладья · b1 белый конь · f1 белая ладья · g1 белый король | a8 белый ферзь · a7 чёрная пешка · c7 чёрная пешка · e7 чёрный король · g7 чёрная пешка · h7 чёрная пешка · b6 чёрный слон · h5 чёрный ферзь · d4 чёрный конь · f4 чёрная ладья · a2 белая пешка · f2 белая пешка · g2 белая пешка · h2 белая пешка · a1 белая ладья · b1 белый конь · f1 белая ладья · g1 белый король | a8 белый ферзь · a7 чёрная пешка · c7 чёрная пешка · e7 чёрный король · g7 чёрная пешка · h7 чёрная пешка · b6 чёрный слон · h5 чёрный ферзь · d4 чёрный конь · f4 чёрная ладья · a2 белая пешка · f2 белая пешка · g2 белая пешка · h2 белая пешка · a1 белая ладья · b1 белый конь · f1 белая ладья · g1 белый король | a8 белый ферзь · a7 чёрная пешка · c7 чёрная пешка · e7 чёрный король · g7 чёрная пешка · h7 чёрная пешка · b6 чёрный слон · h5 чёрный ферзь · d4 чёрный конь · f4 чёрная ладья · a2 белая пешка · f2 белая пешка · g2 белая пешка · h2 белая пешка · a1 белая ладья · b1 белый конь · f1 белая ладья · g1 белый король | a8 белый ферзь · a7 чёрная пешка · c7 чёрная пешка · e7 чёрный король · g7 чёрная пешка · h7 чёрная пешка · b6 чёрный слон · h5 чёрный ферзь · d4 чёрный конь · f4 чёрная ладья · a2 белая пешка · f2 белая пешка · g2 белая пешка · h2 белая пешка · a1 белая ладья · b1 белый конь · f1 белая ладья · g1 белый король | a8 белый ферзь · a7 чёрная пешка · c7 чёрная пешка · e7 чёрный король · g7 чёрная пешка · h7 чёрная пешка · b6 чёрный слон · h5 чёрный ферзь · d4 чёрный конь · f4 чёрная ладья · a2 белая пешка · f2 белая пешка · g2 белая пешка · h2 белая пешка · a1 белая ладья · b1 белый конь · f1 белая ладья · g1 белый король | 2 |
| 1 | a8 белый ферзь · a7 чёрная пешка · c7 чёрная пешка · e7 чёрный король · g7 чёрная пешка · h7 чёрная пешка · b6 чёрный слон · h5 чёрный ферзь · d4 чёрный конь · f4 чёрная ладья · a2 белая пешка · f2 белая пешка · g2 белая пешка · h2 белая пешка · a1 белая ладья · b1 белый конь · f1 белая ладья · g1 белый король | a8 белый ферзь · a7 чёрная пешка · c7 чёрная пешка · e7 чёрный король · g7 чёрная пешка · h7 чёрная пешка · b6 чёрный слон · h5 чёрный ферзь · d4 чёрный конь · f4 чёрная ладья · a2 белая пешка · f2 белая пешка · g2 белая пешка · h2 белая пешка · a1 белая ладья · b1 белый конь · f1 белая ладья · g1 белый король | a8 белый ферзь · a7 чёрная пешка · c7 чёрная пешка · e7 чёрный король · g7 чёрная пешка · h7 чёрная пешка · b6 чёрный слон · h5 чёрный ферзь · d4 чёрный конь · f4 чёрная ладья · a2 белая пешка · f2 белая пешка · g2 белая пешка · h2 белая пешка · a1 белая ладья · b1 белый конь · f1 белая ладья · g1 белый король | a8 белый ферзь · a7 чёрная пешка · c7 чёрная пешка · e7 чёрный король · g7 чёрная пешка · h7 чёрная пешка · b6 чёрный слон · h5 чёрный ферзь · d4 чёрный конь · f4 чёрная ладья · a2 белая пешка · f2 белая пешка · g2 белая пешка · h2 белая пешка · a1 белая ладья · b1 белый конь · f1 белая ладья · g1 белый король | a8 белый ферзь · a7 чёрная пешка · c7 чёрная пешка · e7 чёрный король · g7 чёрная пешка · h7 чёрная пешка · b6 чёрный слон · h5 чёрный ферзь · d4 чёрный конь · f4 чёрная ладья · a2 белая пешка · f2 белая пешка · g2 белая пешка · h2 белая пешка · a1 белая ладья · b1 белый конь · f1 белая ладья · g1 белый король | a8 белый ферзь · a7 чёрная пешка · c7 чёрная пешка · e7 чёрный король · g7 чёрная пешка · h7 чёрная пешка · b6 чёрный слон · h5 чёрный ферзь · d4 чёрный конь · f4 чёрная ладья · a2 белая пешка · f2 белая пешка · g2 белая пешка · h2 белая пешка · a1 белая ладья · b1 белый конь · f1 белая ладья · g1 белый король | a8 белый ферзь · a7 чёрная пешка · c7 чёрная пешка · e7 чёрный король · g7 чёрная пешка · h7 чёрная пешка · b6 чёрный слон · h5 чёрный ферзь · d4 чёрный конь · f4 чёрная ладья · a2 белая пешка · f2 белая пешка · g2 белая пешка · h2 белая пешка · a1 белая ладья · b1 белый конь · f1 белая ладья · g1 белый король | a8 белый ферзь · a7 чёрная пешка · c7 чёрная пешка · e7 чёрный король · g7 чёрная пешка · h7 чёрная пешка · b6 чёрный слон · h5 чёрный ферзь · d4 чёрный конь · f4 чёрная ладья · a2 белая пешка · f2 белая пешка · g2 белая пешка · h2 белая пешка · a1 белая ладья · b1 белый конь · f1 белая ладья · g1 белый король | 1 |
|   | a | b | c | d | e | f | g | h |   |

Комбинации с мотивами «Мата Анастасии» нередко встречались в шахматной практике. Одним из первых примеров была партия К. Байер — Э. Фалькбеер (Вена, 1852).